# ディロン・ブラザーズ

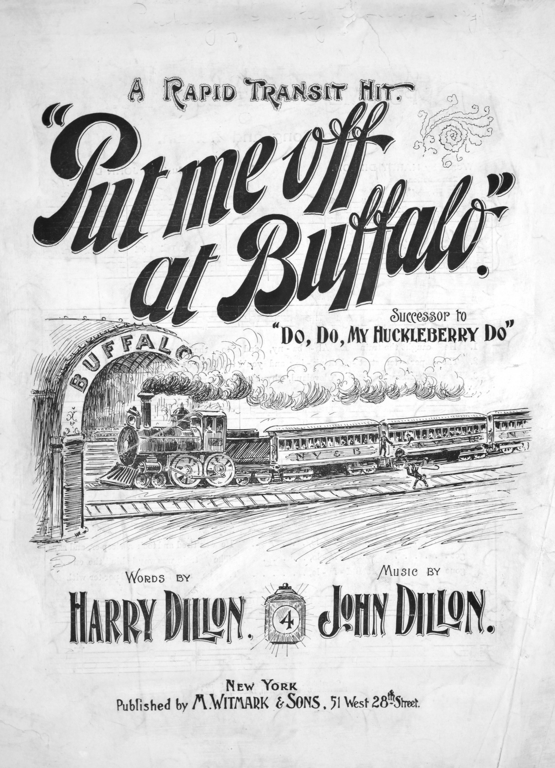
1895年に出版された楽譜「Put Me Off at Buffalo」の表紙。

ディロン・ブラザーズ (Dillon Brothers) は、1880年代後半から1990年代前半にかけて活動した、アメリカ合衆国のコメディ中心のヴォードヴィルの演者たちで、ハリー（Harry Dillon、1866年? - 1916年）とジョン (John Dillon) の兄弟2人組であった。
ハリーとジョンのディロン兄弟は、ニューヨーク州コートランドで、メアリ・フィッツジェラルド (Mary Fitzgerald) とマイケル・ディロン (Michael Dillon) の間に生まれ、2人の他に、なお6人の兄弟と2人の姉妹がいた。15歳で家を出たハリーは、ミンストレル・ショーに身を投じて初舞台を踏み、1882年の1年間はデュプレ・アンド・ベネディクト・ミンストレルズに参加していた。次いで、ジョンと組んで、スケッチ・コメディーを演じたり、コミカルな歌を歌ったりするようになった。
兄弟が飛ばしたヒット曲には「Do, Do, My Huckleberry Do」（1893年）、「Put Me Off at Buffalo」（1895年）、「Why Did They Sell Killarney?」（1899年）などがあった。
ハリーは、病のために1915年より数年前にヴォードヴィルから引退しており、ジョンも1914年にはコートランドに戻って仕事についた  Harry died in Cortland on February 6, 1916.。
ジョンとハリーの弟のひとりウィリアム・ディロン  (William Dillon、1877年 - 1966年）も、人気芸能人となり、楽曲「I Want A Girl (Just Like The Girl That Married Dear Old Dad)」（1911年）の作詞者としても知られた。